# 西友リテールサポート
株式会社西友リテールサポート（せいゆうリテールサポート、英文社名：SEIYU RETAIL SUPPORT Inc. ）は、東京都品川区に本社を置いていた労働者派遣事業者。西友の完全子会社であった。2017年、西友に吸収合併され消滅した。
前身は、雑誌広告の通信販売や、テレビショッピングの嚆矢『二光お茶の間ショッピング』で知られた二光株式会社（にこう）。本項では二光時代についても記述する。旧経営陣が2016年に立ち上げた二光通販とは異なる（後述）。

## 歴史

### 二光通信販売
1963年（昭和38年）、宝利貢がビルの一室で創業し、青少年向け雑誌広告を介した通信販売で業績を急拡大した。1967年（昭和42年）、二光通信販売株式会社に改組。初期の主力商品は無線機（光波無線、日新電子工業、江角電波研究所、ミズホ通信などの製品をニコルス技研名義で販売）やオーディオ機器、天体望遠鏡（主に東和光器製作所製）、楽器などで、商品先渡しの分割払いを可能とした事から、学生ら若年層に浸透した。
とりわけギターでは、直営のビバ楽器を通じ店頭発売もされた「Tomson」「Thomas」の2ブランド構成を取っていた。製品構成としては1960年代のエレキブームの頃からあったエレキギターを思わせる精度の低いコピー商品を「Thomas」として売り、1970年代からの流行に適ったラインナップを「Tomson」が担った。1980年代になると「Thomas」が廃止され「Tomson」のラインナップがそのまま「Holly」に置き換わり販売された。その他、アコースティックギターのブランドとしては「hillbilly」「Grand Canyon」「Pro Martin」という名称も用いていた。1980年代以降になると、1970年代からのアコースティックギターの供給元であった木曾鈴木バイオリン、寺田楽器製作所、東海楽器製造、フェニックス楽器、すがの木工、ヤマキ楽器など国内メーカーのOEM参入を受けて商品の品質は劇的に向上する。1980年代中期以降は「Tomson」は「Tomson2」として、さらに「Holly」が廃止されて「Buroze」に置き換わるが、なまじコピー精度が上がった事によって独特のビザール感が薄れていった。またACE TONE（エース電子工業=ローランドの前身）や、京王技研のOEM製品の電子オルガンも若者の間で人気を博した。
楽器だけでなく音楽ソフトも販売しており、独自テーマで編集したオムニバス盤のカセットテープやレコードも販売していた。S盤アワーの楽曲を『S盤アワーベスト100』や『S盤アワーベスト200』などの商品名で販売し、1曲あたり98円と通常のレコードなどより安価であった。
1970年代末期までは江戸川区南小岩に本社があった。一時期は本社そばの小岩駅前で精力剤専門の二光薬局を営業していたが、業績の急拡大により法令遵守など社内統制・教育が追い付かず、薬事法違反などで摘発を受けた。
1976年（昭和51年）に、青のNとiを合わせたものを、赤のCで囲ったマーク（当時の英文社名「Nicoh」にちなむ）に、毛筆体の「二光」を組み合わせたロゴマークを採用し、直販店舗網を全国展開し始めた。1970年代末にはいち早くテレビショッピング『二光お茶の間ショッピング』に進出し、雑誌広告も「二光テレコムショッピング」、「二光TELESHOPプラザ」等のタイトルで引き続き手掛け、ヒット商品を数多く生み出した。テレビCMでは日本文化センターと同じく、CMの最後に独特の音程で電話番号がジングルで案内されていた。テレフォンショッピングの電話番号は、当初は放送地域によって異なっていたが（末尾は共通で「2500」）、1987年頃に全国共通のフリーダイヤル（当時0120-22-2500）を導入した。

### 西友傘下入りから消滅まで
1987年（昭和62年）、西友の資本参加を受けて二光株式会社に商号変更。実質的に西友の通信販売部門を担い、西武ライオンズのキャラクターグッズの販売窓口も兼ねる傍ら、雑誌・新聞媒体の通信販売やテレビショッピングを引き続き手掛けた。その後のバブル崩壊による消費低迷を受け、本社を江戸川区北小岩から、千代田区岩本町へ移転、さらに同区麹町と転々とした後、千葉県柏市に落ち着いた。
1970年代後半から1990年代前半までは、二光のライバルであった日本直販、日本文化センターとしのぎを削っていたが、バブル崩壊による消費の低迷や、その後の外資系の通信販売業の日本進出や、新興勢力ながら当時急速に事業を展開していたジャパネットたかたが台頭したこともあり、後年には売上は著しく激減した。
西友がウォルマート・ストアーズ傘下に入った2002年（平成14年）以降は、主に西友グループ向けの人材派遣事業（業務請負）も手掛けるようになった。
21世紀に入っても通信販売の売上は改善せず、ついに2008年（平成20年）2月、過当競争の激しい通信販売関連事業から撤退し、人材派遣事業に専念する方針を表明 した。柏市の二光本社は同年11月に閉鎖され、西友赤羽店内へ移転したが、同業他社の相次ぐ不祥事で法的規制が強化されることになり、先行きは不透明化した。
翌2009年（平成21年）1月1日付で、株式会社西友リテールサポートへ商号変更、同年6月16日からは西友のチェッカー業務から撤退して深夜早朝業務のみを請け負うようになる。サンシャイン60の本社内に「管理部」が置かれた。
その後、2017年1月1日付で合同会社西友に吸収合併され、法人格が消滅した。西友リテールサポートの公式ウェブサイトは、西友「ミッドナイト事業部」のページとされた。

### 元経営陣などの動向
西友の傘下入りの際に、ビバ楽器は分社化され独立した。
また宝利ら旧経営陣も、二光薬局を基に新光通販株式会社を立ち上げて独立し、「宝力本舗」「ダンディクラブ」「ほほえみ元気クラブ」「東京山海堂」等の屋号を用い、中高年向けの精力剤やシークレットシューズ、衣料等を扱っていた。その他、株式会社ホーリ通信（熟年時代社、アートの友社）等を経営していた。なお新光通販は2014年に公正取引委員会から景品表示法違反の措置命令 を受けた後、2016年より一部事業を独立前と同名の二光通販、三光通販（こちらのみ2023年合併で閉鎖）に分社化した。

## 過去の提供番組
- ルンルンあさ6生情報（日本テレビ）
- NTVニュース（昼）（日本テレビ）
- 午後は○○おもいッきりテレビ「うわさのうわさ」コーナー（日本テレビ）
- 魔法の天使クリィミーマミ（日本テレビ）
- 魔法の妖精ペルシャ（日本テレビ）
- 魔法のスターマジカルエミ（日本テレビ）
- 兄弟拳バイクロッサー（日本テレビ）※2回だけ
- 蒼き流星SPTレイズナー（第2部）（日本テレビ）
- キン肉マン（日本テレビ）
- 全日本プロレス中継（土曜午後7時放送時期）（日本テレビ）
- よろしくメカドック（フジテレビ）
- 赤い光弾ジリオン（日本テレビ）
- てれびさんぽ（TBS）
- 水戸黄門・大岡越前・江戸を斬る!の再放送（TBS）
- なかよしケンちゃん・後番組帰ってきたウルトラマンの再放送（TBS）
- 100万円クイズハンター（テレビ朝日）
- 気分はシャッフル!（テレビ朝日）
- NEWSプロフィール（テレビ朝日）
- 傑作ワイド劇場（テレビ朝日）

## パロディ
- ひょうきんお茶の間ショッピング - 『オレたちひょうきん族』内のパロディコーナー
- 日光テレフォンショッピング - 『世界で一番くだらない番組』内のパロディコーナー
- サンコー お茶の間ショッピング - 本木雅弘が「健康つけもの石」なるものを商品として説明する。